# Pavo Pejić
Pavo Pejić (* 4. September 1984 in Hamburg) ist ein deutschsprachiger Schriftsteller.

## Leben
Pavo Pejić wurde als drittes Kind jugoslawischer Eltern in Hamburg geboren und wuchs im Stadtteil Dulsberg auf., wo auch die Geschichte seines Romans Pussykiller spielt. Er beendete die Höhere Handelsschule H20 mit Fachabitur im Jahre 2005. Pejić ist studierter Sozialarbeiter.

## Pussykiller
2009 erschien Pejićs Romandebüt Pussykiller beim Berliner Verlag Rogner & Bernhard. Das zu großen Anteilen autobiographisch geprägte Werk beschreibt den Alltag einer Gruppe Jungen zwischen Schule und Herumtreiberei, Sex und Gewalt, Drogen und Familienkrach. Aus der Ich-Perspektive erzählt der 15-Jährige Protagonist Paul vom erfolglosen Drang seiner Freunde, trotz brüchiger Familienstrukturen und ungewisser Zukunft ihren Platz im Leben zu finden. Pejić selbst beschreibt den Inhalt seines Romans als Versuch dieser Jungen, „mit dem Leben fertig zu werden“ und sich „nicht den Spaß an ihrer Jugend nehmen zu lassen“.
Von der Presse wurde Pussykiller als „realitätsnah“, „drastisch“ und „derb und authentisch“ bezeichnet. Pejić hingegen verzichtet in seinem Roman über weite Strecken auf Adjektive, aus denen sich Wertungen seines Protagonisten Paul ergeben könnten. Der Ton, den Pejić seiner Hauptfigur verleiht, ist einfach, klar und direkt. Auf diese Weise entsteht eine Stimmung, die in Rezensionen oft als „schonungslos“, „düster“ und „verstörend“ beschrieben wurde. Dies geht zum Teil auf Szenen in dem Buch zurück, die den Leser sehr intensiv an dem Geschehen teilhaben lassen, etwa, wenn die Jungen ein geistig behindertes Mädchen missbrauchen oder ein Lehrer seinen Schüler vor der gesamten Klasse diskriminiert. Durch die sachlichen Beschreibungen vermeidet Pejić jedoch, dass die Gewalt und Pornographie in dem Roman jemals beschönigt werden.

## Veröffentlichungen
- Pussykiller, Rogner & Bernhard, Berlin, 2009, ISBN 978-3-8077-1055-6.
- Halb so gut wie schlecht, standpunkt : sozial 1/2011.
- Küsse raten (Auszug), standpunkt : sozial 1+2/2012.
- Karussel, Books on Demand 2019, ISBN 978-3749431656